# 똠 카 까이
똠 카 까이(태국어: ต้มข่าไก่; 라오어: ຕົ້ມຂ່າໄກ່)는 태국과 라오스의 국물 음식으로, 큰고량강과 코코넛밀크를 넣어 만든 국물이 특징이다. 흔히 태국식 코코넛 수프(영어: Thai coconut soup 타이 코코넛 수프[*])라 불린다.

## 이름
태국어와 라오스어 "똠 카 까이(태국어: ต้มข่าไก่/라오어: ຕົ້ມຂ່າໄກ່)"는 동원어로, "닭고기 고량강 국"이라는 뜻이다. "똠(태국어: ต้ม/라오어: ຕົ້ມ)"은 "끓이다"를 뜻하며, "카(태국어: ข่า; 라오어: ຂ່າ)"는 "큰고량강"을, "까이(태국어: ไก่/라오어: ໄກ່)"는 "닭을 뜻한다.

## 같이 보기
- 똠 얌 꿍